# Deutscher Digital Award - Gewinner 2019
Folgende Werke, Agenturen und Auftraggeber haben im Jahr 2019 den Deutschen Digital Award gewonnen:
| Jahr                                                             | Werk                                                                      | Einreichende Agentur                                                         | Auftraggeber                                                       |
| Best Of                                                          | Best Of                                                                   | Best Of                                                                      | Best Of                                                            |
| ---------------------------------------------------------------- | ------------------------------------------------------------------------- | ---------------------------------------------------------------------------- | ------------------------------------------------------------------ |
| 2019                                                             | Best of: The Uncensored Playlist                                          | DDB Group Germany                                                            | Reporter ohne Grenzen e.V.                                         |
| Digital Advertising Formats – Standard- und Sonderformate        |                                                                           |                                                                              |                                                                    |
| 2019                                                             | Bronze: Lufthansa „Walk-in Ads“                                           | Kolle Rebbe GmbH Mindshare GmbH                                              | Deutsche Lufthansa AG                                              |
| Digital Advertising Formats – Video Formate                      |                                                                           |                                                                              |                                                                    |
| 2019                                                             | Silber: Digital Advertising Formats – Video Formate                       | RCKT GMBH & CO. KG                                                           | ADAC e. V.                                                         |
| Digital Advertising Formats – Programmatic Creativity            |                                                                           |                                                                              |                                                                    |
| 2019                                                             | Silber: Spar dir den Flug                                                 | Ogilvy                                                                       | Deutsche Bahn AG                                                   |
| Digital Advertising Campaigns – Cross-Digital Campaign           |                                                                           |                                                                              |                                                                    |
| 2019                                                             | Gold: Spar dir den Flug                                                   | Ogilvy                                                                       | Deutsche Bahn AG                                                   |
| 2019                                                             | Gold: „KSK – KÄMPFE NIE FÜR DICH ALLEIN.“                                 | CASTENOW & CROSSMEDIA                                                        | Bundesministerium der Verteidigung                                 |
| 2019                                                             | Silber: Jägermeister „Drop-In Concert“                                    | la red GmbH                                                                  | Mast-Jägermeister Deutschland GmbH                                 |
| Digital Advertising Campaigns – Cross-Media Campaign             |                                                                           |                                                                              |                                                                    |
| 2019                                                             | Silber: „KSK – KÄMPFE NIE FÜR DICH ALLEIN.“                               | CASTENOW & CROSSMEDIA                                                        | Bundesministerium der Verteidigung                                 |
| Digital Live-Experience – Digital Out-of-Home                    |                                                                           |                                                                              |                                                                    |
| 2019                                                             | Bronze: Inspiration Wall                                                  | ART+COM Studios / schnellebuntebilder                                        | Merck KGaA / HENN                                                  |
| Digital Live-Experience – Digital Installations / Events (VR/AR) |                                                                           |                                                                              |                                                                    |
| 2019                                                             | Gold: PETA „Eye to Eye“                                                   | Kolle Rebbe GmbH / Demodern GmbH                                             | PETA Deutschland e.V.                                              |
| 2019                                                             | Gold: Eurosat Coastiality                                                 | Mack Media GmbH & Co KG                                                      | Europa-Park GmbH & Co Mack KG                                      |
| 2019                                                             | Bronze: Panik City                                                        | pilot Screentime GmbH                                                        | Panik City Betriebs GmbH                                           |
| 2019                                                             | Bronze: Re:Imagine Street ARt                                             | Cheil Germany GmbH                                                           | Samsung Electronics Germany                                        |
| 2019                                                             | Bronze: Swisscom „My Dancing Me“                                          | HEIMAT, Berlin                                                               | Swisscom (Schweiz) AG                                              |
| Branded Content – Video-short-form (z. B. Viral)                 |                                                                           |                                                                              |                                                                    |
| 2019                                                             | Gold: Immowelt – Hör auf deine innere Stimmo                              | noga Werbeagentur GmbH                                                       | Immowelt AG                                                        |
| 2019                                                             | Silber: Weihnachten braucht nicht viel. Nur Liebe.                        | SERVICEPLAN / PLAN.NET                                                       | PENNY-Markt GmbH                                                   |
| 2019                                                             | Silber: HORNBACH Baumarkt „Die HORNBACH WERKSTÜCK Edition 001“            | HEIMAT, Berlin                                                               | HORNBACH Baumarkt AG                                               |
| 2019                                                             | Bronze: Adolfs Online Strategie                                           | Ogilvy                                                                       | Gesicht Zeigen! Für ein weltoffenes Deutschland e.V.               |
| 2019                                                             | Bronze: Catapult Air – Im hohen Bogen nach Sylt.                          | Philipp und Keuntje GmbH                                                     | Sylt Marketing GmbH                                                |
| 2019                                                             | Bronze: Featuring Alexa                                                   | SERVICEPLAN / PLAN.NET                                                       | Too Many T’s Ltd                                                   |
| 2019                                                             | Bronze: 9,58 Sekunden – der schnellste Geschäftsbericht der Welt          | Publicis Pixelpark                                                           | PUMA SE                                                            |
| Influencer-Marketing                                             |                                                                           |                                                                              |                                                                    |
| 2019                                                             | Silber: Laut gegen Nazis „#unfollowme. Der Hashtag gegen Hass.“           | HEIMAT, Berlin                                                               | Laut gegen Nazis                                                   |
| 2019                                                             | Bronze: Über 60 Millionen Kontakte für Kwitt                              | Lucky Shareman GmbH / HEIMAT, Berlin                                         | Bundesverband der Deutschen Volksbanken und Raiffeisenbanken (BVR) |
| 2019                                                             | Bronze: Felix‘ Reisen für den fairen Handel                               | 25mate                                                                       | Fairtrade Deutschland (TransFair e.V.)                             |
| 2019                                                             | Bronze: Reden kann Leben retten                                           | BBDO Düsseldorf GmbH                                                         | Deutscher Caritasverband e.V.                                      |
| Branded Content – Content Platforms / Digitale Magazine          |                                                                           |                                                                              |                                                                    |
| 2019                                                             | Gold: The Uncensored Playlist                                             | DDB Group Germany                                                            | Reporter ohne Grenzen e.V.                                         |
| 2019                                                             | Bronze: 9,58 Sekunden – der schnellste Geschäftsbericht der Welt          | Publicis Pixelpark                                                           | PUMA SE                                                            |
| Websites (stationary and mobile) – Idee / Innovation             |                                                                           |                                                                              |                                                                    |
| 2019                                                             | Silber: IP20 Recruiting Video-Chatbot                                     | Interactive Pioneers GmbH                                                    | Interactive Pioneers GmbH                                          |
| 2019                                                             | Bronze: Glückauf – Das virtuelle Bergwerk                                 | Kubikfoto                                                                    | Westdeutscher Rundfunk                                             |
| 2019                                                             | Bronze: Internationaler Website-Relaunch mit digitaler Beratungsplattform | Comspace GmbH & Co. KG und 10M GmbH chilli mind GmbH und Sutsche             | KWS SAAT SE                                                        |
| 2019                                                             | Bronze: Trump365 – Das Monument der Fakten.                               | Scholz & Friends                                                             | Der Tagesspiegel                                                   |
| Websites (stationary and mobile) – Content                       |                                                                           |                                                                              |                                                                    |
| 2019                                                             | Silber: RoadStars powered by Mercedes-Benz Trucks                         | mensemedia Gesellschaft für Neue Medien mbH / PRH Hamburg Kommunikation GmbH | Daimler AG                                                         |
| 2019                                                             | Bronze: Otto Newsroom                                                     | FORK Unstable Media GmbH / fischerAppelt AG                                  | Otto GmbH & Co KG                                                  |
| Websites (stationary and mobile) – Visual Design                 |                                                                           |                                                                              |                                                                    |
| 2019                                                             | Gold: Art4GlobalGoals                                                     | denkwerk GmbH                                                                | YOU Stiftung – Bildung für Kinder in Not                           |
| 2019                                                             | Bronze: Scars of Democracy                                                | SERVICEPLAN / PLAN.NET                                                       | STROKE Art Fair GmbH                                               |
| Digital Commerce – Visual Design                                 |                                                                           |                                                                              |                                                                    |
| 2019                                                             | Gold: C. Matthey Website Relaunch                                         | jäger & jäger GbR                                                            | C. Matthey GbR                                                     |
| Digital Commerce – User Experience / Usability                   |                                                                           |                                                                              |                                                                    |
| 2019                                                             | Bronze: HORNBACH Baumarkt „Die HORNBACH WERKSTÜCK Edition 001“            | HEIMAT, Berlin                                                               | HORNBACH Baumarkt AG                                               |
| Mobile Apps – Idee / Innovation                                  |                                                                           |                                                                              |                                                                    |
| 2019                                                             | Gold: Reden kann Leben retten                                             | BBDO Düsseldorf GmbH                                                         | Deutscher Caritasverband e.V.                                      |
| 2019                                                             | Bronze: Get free – Suchtprävention für Kinder und Jugendliche             | Yellow Tree GmbH & Co. KG                                                    | Blaues Kreuz in Deutschland e.V./ blu:prevent                      |
| Mobile Apps – User Experience / Usability                        |                                                                           |                                                                              |                                                                    |
| 2019                                                             | Silber: Ujet Mobility App                                                 | Demodern GmbH                                                                | Ujet Electric Scooter                                              |
| Mobile Apps – VR / AR                                            |                                                                           |                                                                              |                                                                    |
| 2019                                                             | Gold: Re:Imagine Street ARt                                               | Cheil Germany GmbH                                                           | Samsung Electronics Germany                                        |
| Social / Dialog – Social Media Auftritt                          |                                                                           |                                                                              |                                                                    |
| 2019                                                             | Bronze: Der Netflix-Praktikant                                            | Granny                                                                       | Netflix                                                            |
| 2019                                                             | Bronze: Freiwillige Feuerwehr. Für mich Für alle.                         | SERVICEPLAN / PLAN.NET und YeaHR! GmbH                                       | Ministerium des Innern NRW                                         |
| Social / Dialog – Social Media Campaign                          |                                                                           |                                                                              |                                                                    |
| 2019                                                             | Gold: #4BlocksLive – 1 Tag, 4 Blöcke, 4 Challenges                        | Grabow & Bartetzko GmbH                                                      | Turner Broadcasting System Deutschland                             |
| 2019                                                             | Gold: Jägermeister „Goldbae Edition“                                      | la red GmbH                                                                  | Mast-Jägermeister Deutschland GmbH                                 |
| 2019                                                             | Silber: Hilfe für Hilfe                                                   | BBDO Berlin GmbH                                                             | Stiftung Menschen für Menschen                                     |
| 2019                                                             | Silber: Beck´s Braune Flaschen                                            | SERVICEPLAN / PLAN.NET                                                       | Beck´s / Anheuser-Busch InBev Germany Holding GmbH                 |
| 2019                                                             | Silber: Die erste interaktive WhatsApp Comedy-Serie der Welt              | DDB Group Germany                                                            | Telekom Deutschland GmbH                                           |
| 2019                                                             | Bronze: Laut gegen Nazis „#unfollowme. Der Hashtag gegen Hass.“           | HEIMAT, Berlin                                                               | Laut gegen Nazis                                                   |
| Social / Dialog – Dialog (inkl. Chatbots)                        |                                                                           |                                                                              |                                                                    |
| 2019                                                             | Bronze: Ich, Eisner!                                                      | Bayerischer Rundfunk                                                         | Bayerischer Rundfunk                                               |
| 2019                                                             | Bronze: Jägermeister „Drop-In Concert“                                    | la red GmbH                                                                  | Mast-Jägermeister Deutschland GmbH                                 |
| Digitale Transformation – Start-up (Idee)                        |                                                                           |                                                                              |                                                                    |
| 2019                                                             | Silber: Die Revolution im Pflegemanagement                                | FLYACTS GmbH                                                                 | Pflegeplatzmanager GmbH                                            |
| 2019                                                             | Bronze: MOBIKO                                                            | mantro GmbH                                                                  | Audi Business Innovation GmbH                                      |
| Digitale Transformation – Innovation (inkl. AI)                  |                                                                           |                                                                              |                                                                    |
| 2019                                                             | Silber: HoloLinc                                                          | Zühlke Engineering GmbH                                                      | thyssenkrupp Home Solutions                                        |
| 2019                                                             | Silber: Lightelligence                                                    | deepblue networks AG                                                         | OSRAM GmbH                                                         |